# Francesco Torraca
Francesco Paolo Giuseppe Torraca (Pietrapertosa, 18 febbraio 1853 – Napoli, 15 dicembre 1938) è stato uno storico della letteratura, italianista e politico italiano.
Dantista di fama internazionale, ha anche pubblicato importanti studi su Boccaccio e sulla cultura medievale e umanistica. È considerato uno dei maggiori critici letterari dell'ultimo ottocento e primo novecento. Ricoprì anche diversi incarichi politici, tra cui quello di senatore del Regno d'Italia.

## Biografia
Nato da Luigi (notaio) e Anna Maria Zottarelli, la sua famiglia (di nobili origini) professava ideali liberali: due suoi fratelli combatterono sotto il comando di Giuseppe Garibaldi, uno fu ufficiale dei garibaldini, l'altro fu un membro degli insorti che da Pietrapertosa giunse presso il comitato insurrezionale della Basilicata a Corleto Perticara, entrambi seguirono Garibaldi fino al Volturno. Torraca ricevette la prima istruzione dal padre e dallo zio sacerdote Antonio, interessandosi sin da piccolo alla letteratura, in particolare medievale.
Ancora adolescente, nel 1869 si stabilì a Napoli, iniziando a studiare presso la facoltà di ingegneria ma la passione per gli studi classici lo portò a laurearsi in lettere nel 1876. Durante il suo soggiorno napoletano, Torraca frequentò intellettuali come Francesco De Sanctis e Luigi Settembrini. Il rapporto con De Sanctis fu molto stretto, tant'è che Torraca ne divenne il trascrittore ufficiale, pubblicando le sue lezioni su giornali. In questo periodo consolidò la sua formazione e condusse ricerche archivistiche che gli diedero notorietà nazionale, ricevendo il plauso da altri intellettuali come Pasquale Villari, Alessandro D'Ancona e Giosuè Carducci.
Iniziò la carriera di docente insegnando letteratura italiana nei licei "Domenico Cirillo" e "Vittorio Emanuele II" di Napoli e successivamente ricoprì l'incarico di direttore della Scuola Tecnica di Portici. Nel 1880, si trasferì a Roma con suo fratello Michele, il quale divenne direttore del giornale Il Diritto di Agostino Depretis, mentre Torraca iniziò a lavorare presso alcuni studi archivistici. Alcune sue critiche sulla letteratura contemporanea, tra cui quella su I Malavoglia, furono recensite su giornali come Il Diritto, La Rassegna e L'Opinione Liberale.
Dopo aver perso un concorso per la cattedra di Letteratura Italiana presso l'Università di Padova, nel 1888 fu nominato, dal ministro della Pubblica Istruzione Michele Coppino, provveditore agli studi della provincia di Forlì, tornando in seguito a Roma in veste di funzionario del ministero della Pubblica Istruzione. Successivamente, Emanuele Gianturco, a quel tempo ministro dell'Istruzione, lo nominò Capo di Gabinetto. Soppressa dal nuovo ministro Nunzio Nasi la struttura diretta da Torraca, "gli venne offerta nel febbraio 1902 - espediente escogitato per compensarlo della perdita dell'ufficio - la cattedra di Letteratura comparata dell'Università Federico II", esercitandone la funzione per circa vent'anni. In questo periodo Torraca si dedicò soprattutto alla lettura critica delle opere di Dante Alighieri.
Il 3 ottobre 1920 il Presidente del Consiglio Giovanni Giolitti lo nominò tra i Senatori della XXV legislatura del Regno d'Italia. Antifascista convinto, sposò le idee di Benedetto Croce, con il quale ebbe un'intensa corrispondenza epistolare durata oltre quaranta anni. Nel 1928 abbandonò l'insegnamento e si ritirò a vita privata. Affetto per decenni da problemi di salute, si spense il 15 dicembre 1938, all'età di 85 anni. Nel 1968, il comune di Pietrapertosa fece innalzare un monumento in suo onore, collocato in un giardino davanti alla casa natale.

## Opere scelte
- Jacopo Sannazaro (1879)
- Rimatori napoletani del Quattrocento (1884)
- Le donne italiane nella poesia provenzale (1901)
- Studi su la lirica italiana del Duecento (1902)
- Studi danteschi (1912)
- Per la biografia di Giovanni Boccaccio (1912)
- Studi di storia letteraria (1923)
- Storia della Università di Napoli. Scritta da Francesco Torraca, Gennaro Maria Monti, Riccardo Filangieri di Candida, Nino Cortese, Michelangelo Schipa, Alfredo Zazo, Luigi Russo, Riccardo Ricciardi editore, Napoli, 1924